# Умрихін Олександр Іванович
Олександр Іванович Умрихін (1 січня 1957 — 11 листопада 2011) — радянський футболіст, який грав на позиції захисника. Відомий за виступами за сімферопольську «Таврію» у вищій та першій лізі.

## Клубна кар'єра
Олександр Умрихін народився на півночі Казахстану. Розпочав займатися футболом у ДЮСШ сімферопольської «Таврії», його першим тренером став відомий у минулому воротар сімферопольського клубу Еммануїл Анброх. До складу команди зарахований у 1975 році, в основному складі команди дебютував у 1976 році в першій лізі. У складі команди виступав до 1979 року, гравцем основного складу став лише у 1978 році. У 1980 році проходив військову службу у складі одеського СКА. У 1981 році повернувся до «Таврії», яка за підсумками сезону вийшла до вищої ліги, зіграв у найвищому радянському дивізіоні 17 матчів. Проте сімферопольська команда за підсумками сезону вибула до першої ліги. Умрихін з початку сезону перейшов до складу команди другої ліги «Колос» з Павлограда. У 1984 році ненадовго повернувся до «Таврії», проте зіграв у її складі лише 1 матч, і з наступного сезону став гравцем команди другої ліги «Океан» з Керчі, в якій виступав до 1988 року.

## Кар'єра тренера
Із 1989 року Олександр Умрихін працював тренером в керченському «Океані». У 1993 році він працював тренером в російській команді «Аган», а в 1994 році очолював цю команду. Помер Олександр Умрихін 11 листопада 2011 року.